# Houston County (Texas)
Houston County je okres ve státě Texas v USA. K roku 2010 zde žilo 23 732 obyvatel. Správním městem okresu je Crockett. Celková rozloha okresu činí 3 204 km². Byl pojmenován podle texaského prezidenta Sama Houstona.